# Ola de frío en Gran Bretaña e Irlanda de 2018
A partir del 22 de febrero de 2018, Gran Bretaña e Irlanda se vieron afectados por una ola de frío, apodada la Bestia del Este por los medios de comunicación (en irlandés: An Torathar ón Oirthear) y oficialmente llamada Anticiclón Hartmut, que provocó temperaturas inusualmente bajas generalizadas y fuertes nevadas. grandes áreas. La ola de frío se combinó con la tormenta Emma, parte de la temporada de tormentas de viento europeas 2017-18, que tocó tierra en el suroeste de Inglaterra y el sur de Irlanda el 2 de marzo.
A diferencia de las tormentas invernales habituales, Emma no se formó como un área normal de baja presión junto con la corriente en chorro; El evento inicial fue un brote ártico causado por un vórtice polar desordenado en Europa Central, que transportó no solo aire frío de Siberia a Europa, sino que debido al efecto del lago, envió mucha nieve a Gran Bretaña e Irlanda.
Esta situación climática se repitió el fin de semana del 17 y 18 de marzo, pero fue menos severa que en la ocasión anterior debido al inicio de la primavera. A esta breve ola de frío se le dio el nombre de "Mini Bestia del Este".

## Causas y Efectos

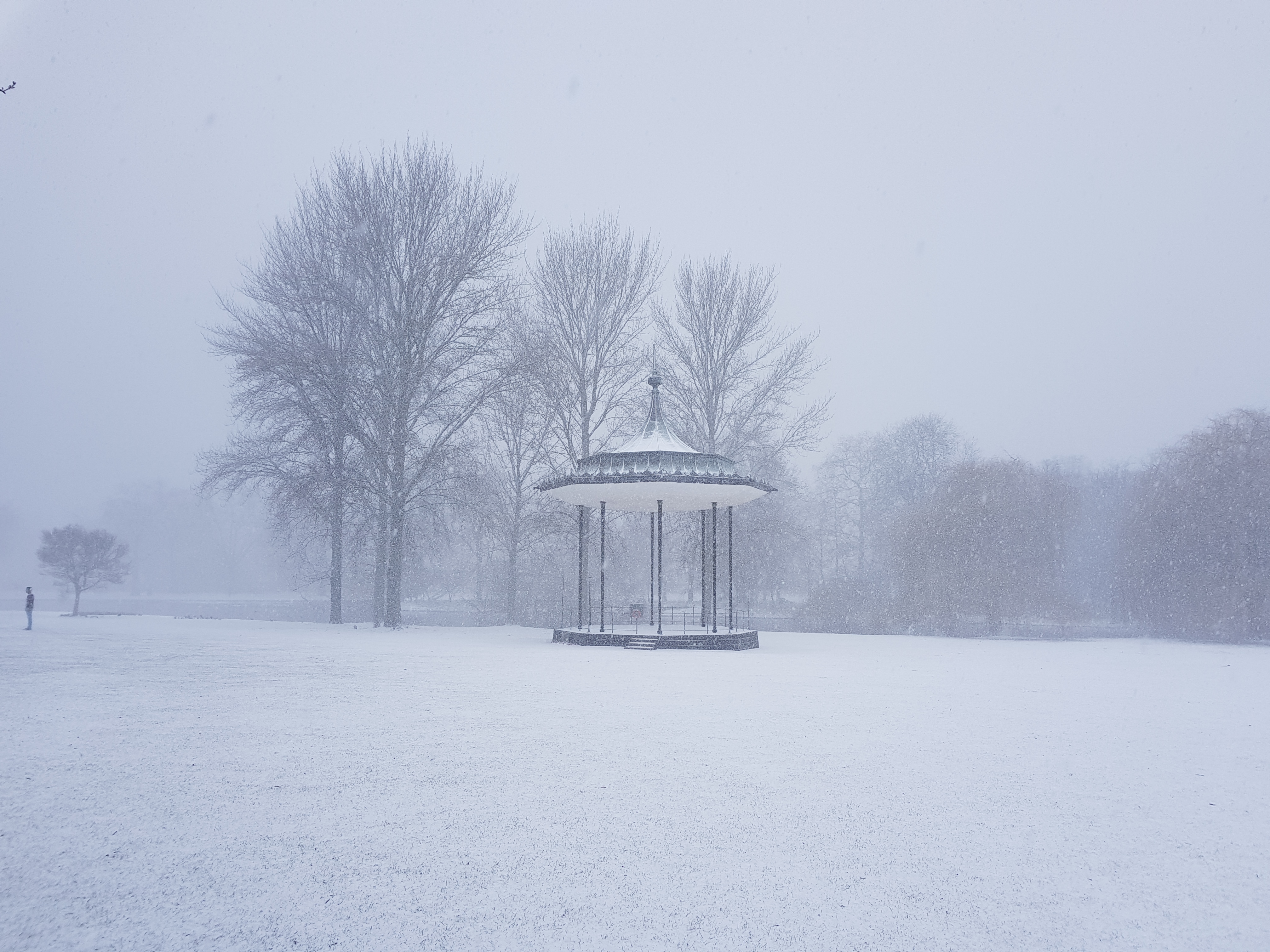
Nevadas durante la ola de frío en Regent's Park, Londres.

La ola de frío apodada la Bestia del Este fue causada por una gran masa de aire ártico con estructura anticiclónica, que se extiende desde el Lejano Oriente ruso hasta las islas británicas que cubren gran parte de Asia y casi toda Europa. El anticiclón, centrado en Escandinavia, era el área dominante de alta presión en el sistema meteorológico y representaba su parte europea. El norte de Asia estaba cubierto por otros anticiclones que pertenecen a esa masa de aire ártica gigante. El anticiclón trajo vientos fríos del este hacia Europa y las islas británicas, lo que provocó nevadas y temperaturas bajo cero como resultado del aire helado de Siberia. Se predijo que Irlanda experimentará su peor invierno durante al menos 30 años. En el Reino Unido, la Oficina Meteorológica emitió una advertencia de nieve roja, lo que significa un riesgo potencial para la vida.

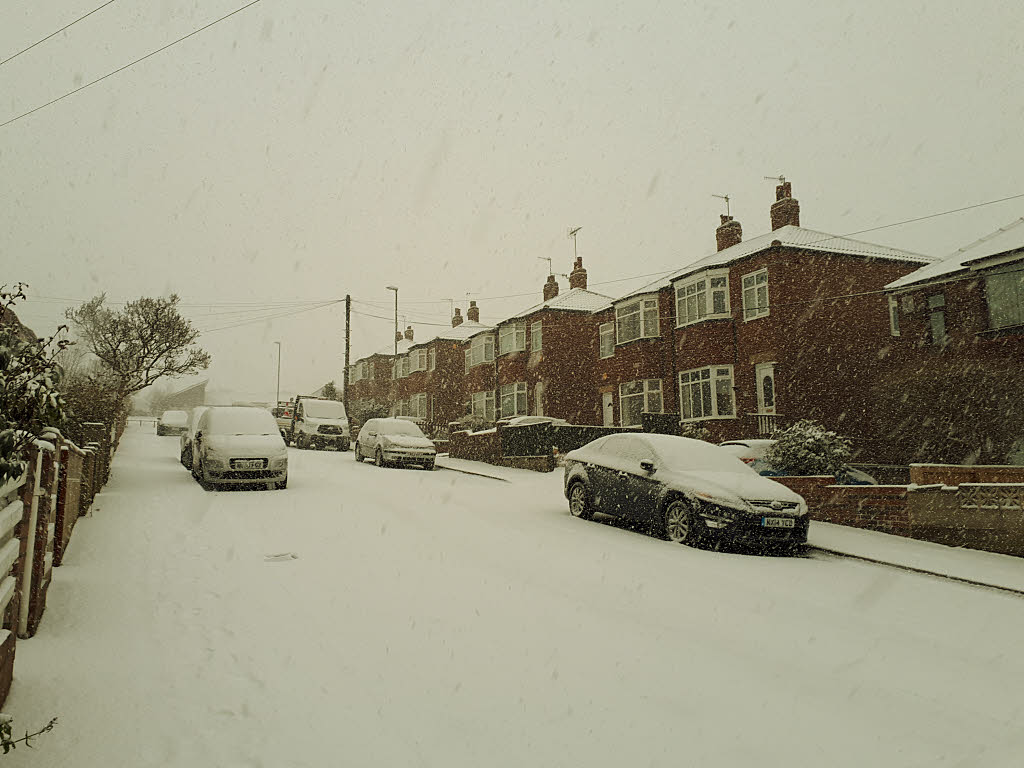
Calle cubierta de nieve en Bramley, Yorkshire del Oeste.

El anticiclón, apodado 'Hartmut', era un sistema de alta presión tan intenso que se convirtió en una tormenta anticiclónica. Una ráfaga de 187 kilómetros por hora (116 mph) se registró en el Parque nacional Øvre Dividal en Noruega, relativamente cerca del centro anticiclónico. Otras ráfagas de fuerza de huracán entregadas por Hartmut se registraron en toda Europa, particularmente en Escandinavia y las islas británicas. Tales tormentas anticiclónicas con fuerza de huracán no son extremadamente raras, pero ocurren con menos frecuencia que las tormentas ciclónicas de intensidad similar.
Dieciséis muertes relacionadas con el clima incluyen la de una niña de siete años en Looe, Cornwall, el jueves 1 de marzo, cuando fue atropellada por un automóvil que se deslizó sobre hielo en un bungaló. El miércoles 28 de febrero, Stephen Cavanagh, de 60 años, murió después de intentar salvar a su perro de un lago en Welling, sureste de Londres. También el miércoles, un hombre de 46 años murió en un accidente y una mujer de 75 años fue encontrada muerta debajo de su automóvil en Farsley. Una cuidadora de Glasgow murió en su camino al trabajo y un hombre sin hogar de 52 años fue encontrado muerto congelado dentro de su tienda. El martes 27 de febrero, cuatro personas murieron en dos accidentes relacionados con el clima. Un joven de 20 años también murió después de resbalar y caerse al cruzar un puente en Haddington, East Lothian. Esto siguió a la muerte de un hombre que intentaba ayudar a otro conductor en las condiciones de nieve en Bergh Apton, Norfolk, quien sufrió un ataque al corazón. Un hombre de 70 años también murió después de ser rescatado de acantilados helados en Torquay.
| "Bestia del Del este" frío ondulatorio fatalities | "Bestia del Del este" frío ondulatorio fatalities | "Bestia del Del este" frío ondulatorio fatalities                 |
| País                                              | Muertes                                           | Notas                                                             |
| ------------------------------------------------- | ------------------------------------------------- | ----------------------------------------------------------------- |
| Polonia                                           | 27                                                |                                                                   |
| Reino Unido                                       | 17                                                | Debido a los efectos mixtos de la tormenta Emma y la ola de frío. |
| Eslovaquia                                        | 7                                                 |                                                                   |
| Francia                                           | 7                                                 |                                                                   |
| República Checa                                   | 6                                                 |                                                                   |
| Rumania                                           | 6                                                 |                                                                   |
| Lituania                                          | 5                                                 |                                                                   |
| España                                            | 3                                                 |                                                                   |
| Serbia                                            | 3                                                 |                                                                   |
| Eslovenia                                         | 3                                                 |                                                                   |
| Italia                                            | 3                                                 |                                                                   |
| Suecia                                            | 1                                                 |                                                                   |
| Países Bajos                                      | 1                                                 |                                                                   |
| Alemania                                          | 1                                                 |                                                                   |
| Dinamarca                                         | 1                                                 |                                                                   |
| Bosnia y Herzegovina                              | 1                                                 |                                                                   |
| Croacia                                           | 1                                                 |                                                                   |
| Albania                                           | 1                                                 |                                                                   |
| Bulgaria                                          | 1                                                 |                                                                   |
| Total                                             | 95                                                |                                                                   |

## Tormenta Emma
La tormenta Emma trajo el caos con fuertes nevadas y fuertes vientos al sur de Irlanda, el suroeste de Inglaterra y el sur de Gales del 2 al 3 de marzo de 2018 con hasta 50 cm de nieve en algunas áreas elevadas. Los fuertes vientos trajeron interrupciones a otras partes de Gran Bretaña e Irlanda. También trajo interrupciones en el ferrocarril cuando varios trenes quedaron varados, llenos de pasajeros, por hasta 14 horas. Las temperaturas diurnas también fueron muy bajas, algunos lugares no superaron los −12 °C (10 °F).

## Mini Bestia del Este
Después de un breve período de clima más cálido, se pronostica que una nueva ola de frío apodada la "Mini Bestia del Este" traerá otra capa de nieve el fin de semana del 17 y 18 de marzo. Sin embargo, debido al inicio de la primavera y a una posición más alta del sol, se pronosticó que el efecto sería menos severo que en la ocasión anterior, ya que el suelo estaba más cálido que antes, por lo que la nieve se derretiría más rápidamente.
Las nevadas comenzaron a afectar partes de Gran Bretaña e Irlanda el 17 de marzo, con el noreste de Inglaterra, North Midlands y partes del sur de Inglaterra experimentando la nevada más fuerte. La nieve fue acompañada por fuertes vientos, que se pronosticaban hasta 70 mph, y la Oficina Meteorológica emitió una advertencia de clima ámbar efectiva desde la tarde del 17 de marzo. Las nevadas continuaron afectando partes del Reino Unido e Irlanda el 18 de marzo, siendo el suroeste de Inglaterra el más gravemente afectado. Las condiciones climáticas adversas obligaron a la cancelación de algunos eventos deportivos, incluido el Medio Maratón de Lectura, mientras que el equipo de rugby de Irlanda, que había ganado el Campeonato de las Seis Naciones de 2018, canceló su regreso a casa "debido a las fuertes nevadas" sin una nueva fecha confirmada.